# Harfa

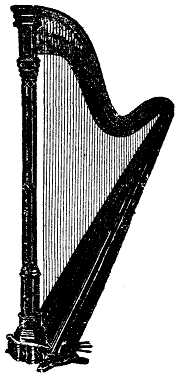
Harfa produkcji Sébastiena Érarda

Harfa (wł. arpa, skrót: ar.) – instrument strunowy szarpany (chordofon) w kształcie stylizowanego trójkąta, którego jeden bok stanowi rozszerzające się ku dołowi pudło rezonansowe. Z niego wychodzi 46 lub 47 strun naciągniętych na stalowe kołki, tkwiące w górnej ramie. Jest to jeden z najstarszych instrumentów muzycznych, wywodzący się z łuku muzycznego. W starożytności spotykana była również w kształcie łuku. Harfa była znana już w Azji Mniejszej około 5000 lat temu. Znana była również w kulturze w starożytnej Mezopotamii (tzw. harfa z Ur). Mówi się, że biblijny król Dawid śpiewał psalmy akompaniując sobie na harfie kinnor, która jednak w rzeczywistości była odmianą liry. Instrumenty przypominające harfę znaleźć można w wielu kulturach. Harfę przypomina np. chiński instrument strunowy o nazwie konghou.
Po raz pierwszy harfa znalazła się w orkiestrze w twórczości Georga Friedricha Händla oraz Christopha Willibalda Glucka. Jednakże stałe miejsce w orkiestrze znalazła dopiero w partyturach Hectora Berlioza oraz Richarda Wagnera.
Współczesną popularność instrument ten zawdzięcza królowej Francji – Marii Antoninie Austriaczce, która była utalentowaną harfistką. Dzięki modzie, jaka zapanowała na harfę w okresie schyłku monarchii francuskiej, instrument ten rozwinął się technicznie i stał się bardziej interesujący dla kompozytorów, którzy wcześniej rzadko komponowali utwory harfowe ze względu na niepraktyczność instrumentu. Harfa jest instrumentem narodowym w Peru, Irlandii i Paragwaju. Harfa jest również spotykana jako instrument koncertowy.

## Budowa
Współczesna harfa pedałowa o podwójnym wcięciu ma 46 lub 47 strun nastrojonych diatonicznie w Ces-dur i 7 pedałów, służących do przestrajania strun jednoimiennych. Harfa taka umożliwia przestrajanie 44 strun (tj. wszystkich z wyjątkiem jednej lub dwóch najniższych i jednej najwyższej) o jeden lub dwa półtony, a zatem używanie wszystkich tonacji. Przestrajanie to jest możliwe dzięki mechanizmowi, składającemu się m.in. ze sprężyn, drutów zwanych pilotami, przekładni i widełek.

## Techniki gry na harfie
Jedną z technik gry na harfie, podobną w swej koncepcji do preparowanego fortepianu czy preparowanej gitary, jest harfa preparowana. Różne przedmioty, takie jak np. kawałki papieru, są wplecione w struny, aby zmienić brzmienie instrumentu. Wśród pionierek tej metody znajduje się harfistka Anna LeBaron.
Z polskich przykładów warto wymienić kompozycję Witolda Szalonka Trzy szkice na harfę solo (1972) oraz harfistkę Urszulę Mazurek.

## Odmiany harf

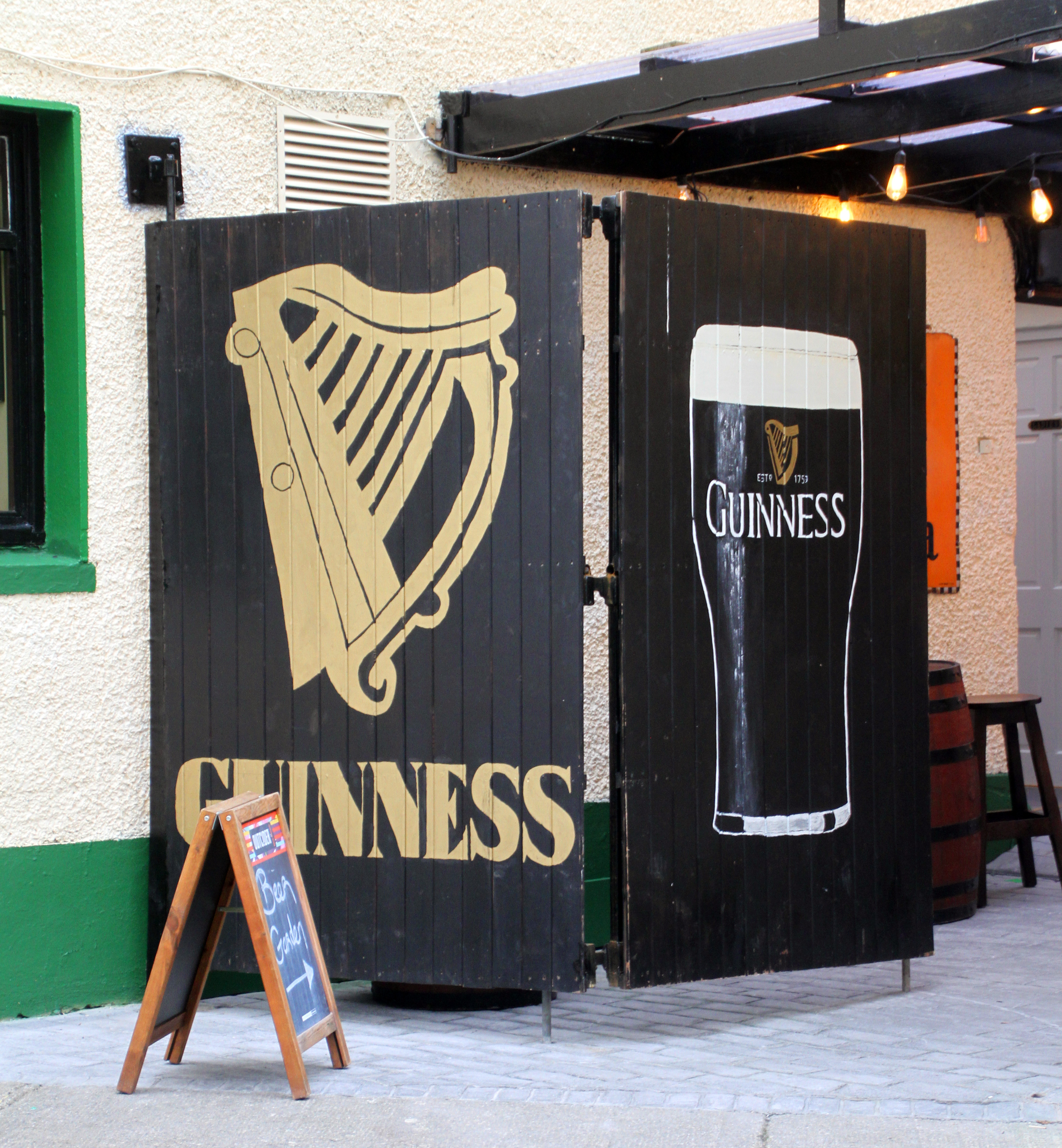
Harfa w logo Guinnessa

- harfa birmańska
- harfa celtycka
- harfa chromatyczna
- harfa eolska
- harfa haczykowa
- harfa koncertowa
- harfa laserowa
- harfa paragwajska
- harfa walijska

## Znani harfiści
- Clelia Gatti Aldrovandi
- Nicolas-Charles Bochsa
- Sidonie Goossens
- Marcel Grandjany
- Turlough O’Carolan
- Nicanor Zabaleta
- Andreas Vollenweider
- Urszula Mazurek

## Harfiści celtyccy
- Lisa Lynne
- Loreena McKennitt